# Јаблонов
Јаблонов (слч. Jablonov) насељено је мјесто са административним статусом сеоске општине (слч. obec) у округу Љевоча, у Прешовском крају, Словачка Република.

## Становништво
| Година:    | 1994. | 2004.    | 2014.   | 2024.   |
| ---------- | ----- | -------- | ------- | ------- |
| Број људи: | 882   | 995      | 1004    | 982     |
| Разлика:   |       | +12,81 % | +0,90 % | -2,19 % |

| Година:    | 2023. | 2024.   |
| ---------- | ----- | ------- |
| Број људи: | 972   | 982     |
| Разлика:   |       | +1,02 % |

Према подацима о броју становника из 2011. године насеље је имало 992 становника.